# Luigi Agnini
Luigi Agnini (Finale Emilia, 1831 – 1877) è stato un avvocato e politico italiano.

## Biografia
Figlio di Francesco e Liberata Fregni, originari di Cento, nel 1855 sì laureò in giurisprudenza presso l'Università di Modena. Nel 1857 contrasse matrimonio con Ippolita Remondini, da cui ebbe sei figli.
Ricoprì la carica di sindaco di Finale Emilia, dal 1861 al 1875.
Venne eletto alla Camera dei deputati del Regno d'Italia nelle elezioni politiche italiane del 1865 per il collegio elettorale di Mirandola.